# EVO Pueblo
Estamos Voltando Obedecendo ao Povo (em castelhano: Estamos Volviendo Obedeciendo al Pueblo), abreviado e comumente conhecido como EVO Pueblo (em português: EVO Povo), é um partido político boliviano não registrado. Foi fundado em março de 2025 pelo ex-presidente boliviano Evo Morales.

## História

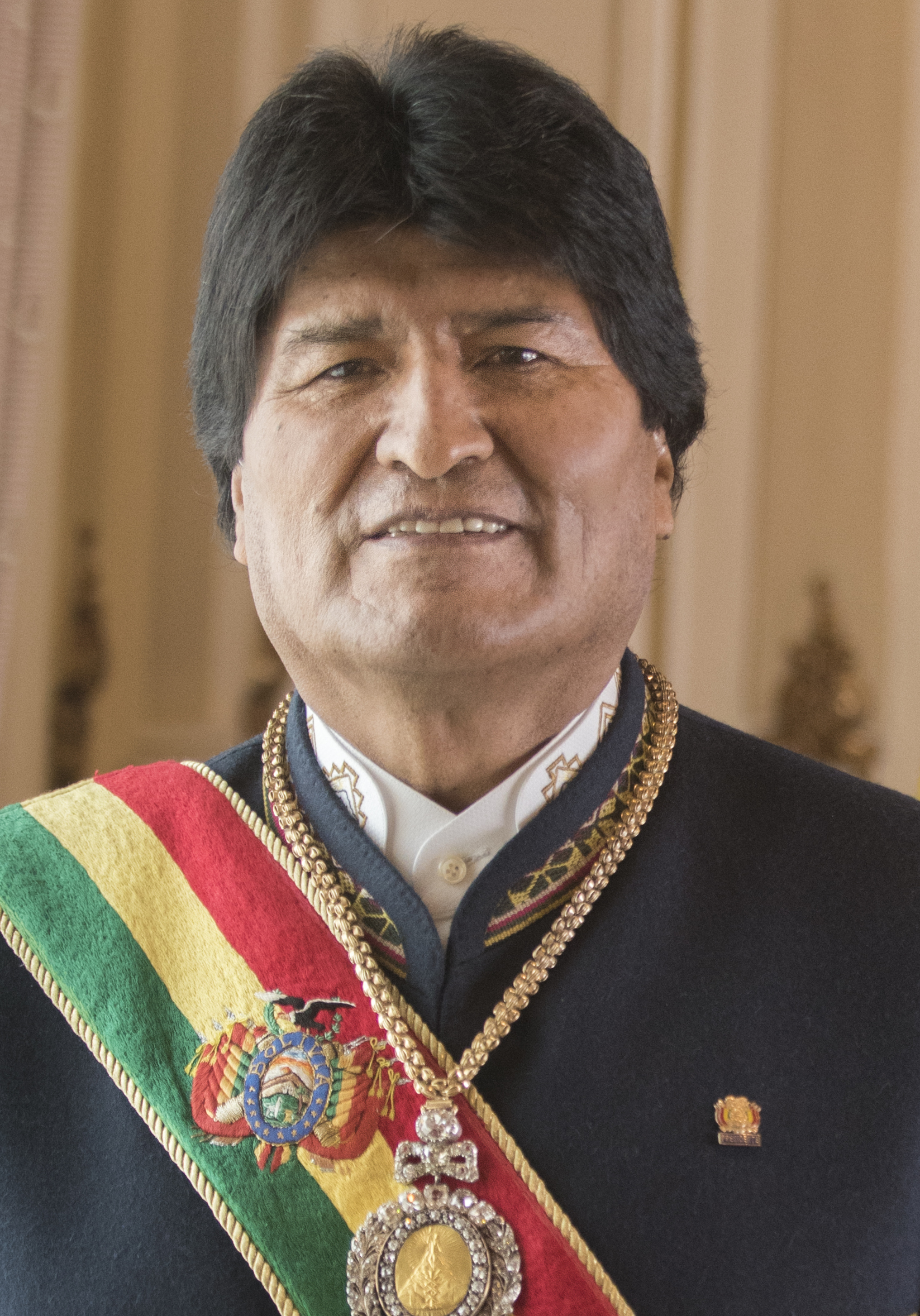
Evo Morales em 2018

Antes das eleições gerais de 2025 na Bolívia, o ex-presidente Evo Morales (no cargo de 2006 a 2019) manifestou interesse em ser reeleito para a presidência. Em 8 de novembro de 2024, o Tribunal Constitucional Plurinacional proibiu Morales de concorrer à presidência, determinando que ele não poderia exceder o limite constitucional de dois mandatos para a presidência. Apesar da proibição, em 20 de fevereiro de 2025, Morales anunciou que concorreria à presidência nas eleições gerais de agosto de 2025. Ele deixou o partido político Movimento ao Socialismo (MAS), que liderou por 30 anos, e declarou que concorreria à presidência pelo Frente pela Vitória (FPV). Ele justificou sua candidatura argumentando que uma lacuna na Constituição da Bolívia lhe permitia concorrer a um quarto mandato presidencial.
Em dezembro de 2024, Morales declarou que iria criar um partido político para disputar as eleições gerais de 2025. Em 31 de março de 2025, Morales e centenas de seus apoiadores anunciaram a criação de um novo partido político: Estamos Voltando a Obedecer ao Povo (Estamos Volviendo Obedeciendo al Pueblo, abreviado EVO Pueblo). Morales afirmou que o partido solicitará imediatamente o registro no Órgão Eleitoral Plurinacional para poder participar das eleições gerais de 2025. De acordo com a Lei das Organizações Políticas, o EVO Pueblo precisa ter pelo menos 109.500 membros para ser registrado e participar das eleições; na altura da criação do EVO Pueblo, faltavam duas semanas para o prazo de 120 dias para registar um partido político antes das eleições de agosto de 2025. Devido a essa restrição de tempo, Morales pretendia concorrer à presidência pelo FPV.
Morales liderou o primeiro comício do EVO Pueblo em 6 de abril de 2025, em Lauca Ñ, para definir como o partido selecionaria os candidatos para a Assembleia Legislativa Plurinacional. Ele afirmou que o EVO Pueblo registraria seus candidatos à presidência e ao legislativo em 16 de maio de 2025. O partido declarou Morales como seu “único candidato à Presidência”. Morales ofereceu ao ex-presidente boliviano Eduardo Rodríguez Veltzé a vaga de candidato a vice-presidente, mas Rodríguez recusou no dia seguinte. Em 9 de abril de 2025, após o FPV anunciar que Morales não seria seu candidato, o EVO Pueblo declarou que buscaria “outras opções” para que Morales fosse registrado como candidato à presidência.

## Simbologia
No anúncio da fundação do partido, Morales afirmou que o partido tinha “uma sigla, as cores da nossa bandeira, estatutos e uma visão para o país” (“sigla, colores de nuestra bandera, estatutos y visión de país”). Um organizador do partido explicou o simbolismo das cores da bandeira do partido: branco representa “a luta pela paz” (“la lucha por la paz”), verde representa “a Mãe Terra e a natureza” (“la madre tierra y la naturaleza”) e azul representa “a água, o céu e o ar que respiramos” (“el cielo y el aire que respiramos”). Os membros do partido são conhecidos como evistas.

### Controvérsia sobre o nome do partido
O nome do partido, “EVO Pueblo”, foi criticado por ser igual ao nome de Morales. Políticos de esquerda e direita criticaram o nome do partido, considerando-o uma indicação de “culto à personalidade” (“culto a la personalidad”) e “personalismo antidemocrático” (“personalismo antidemocrático”).[1] O ex-presidente boliviano Jorge Quiroga criticou o partido como um “projeto egocêntrico” (“proyecto ególatra”). Morales esclareceu em uma coletiva de imprensa que “EVO Pueblo” era uma sigla para “Estamos Voltando a Obedecer ao Povo”.